# Uwe Bindewald
Uwe Bindewald (* 13. August 1968 in Dorheim, heute ein Stadtteil von Friedberg), Spitzname Zico, ist ein ehemaliger deutscher Fußballspieler.

## Werdegang
Der Abwehrspieler begann seine Fußballkarriere beim FSV Dorheim. Über die Jugendstationen SG Melbach-Södel und Kickers Offenbach wechselte er 1986 zur Frankfurter Eintracht. Dort kam er zunächst bei den Amateuren in der Oberliga Hessen zum Einsatz. Sein Debüt in der Bundesliga gab Bindewald in der Saison 1988/89 am 15. Spieltag gegen Werder Bremen (0:0). Der Eintracht blieb er über 18 Jahre treu, auch nach den Abstiegen aus der Bundesliga 1996 und 2001. Nachdem er von der Eintracht 2004 keinen neuen Vertrag mehr bekommen hatte, wechselte er nach 18 Jahren zum 1. FC Eschborn in die Oberliga Hessen. Mit Abschluss der Spielzeit 2004/05, in der der Aufstieg in die Fußball-Regionalliga Süd erreicht wurde, beendete er seine aktive Karriere.
Während seiner Karriere bestritt er 263 Spiele in der 1. Bundesliga und 123 in der 2. Bundesliga. Im Europapokal wurde Bindewald 28-mal eingesetzt. Hier war er zweifacher Torschütze. Im DFB-Pokal stand er 28-mal auf dem Platz.
Bindewald war bei den Fans der Eintracht wegen seines Einsatzes und seiner Vereinstreue ein Publikumsliebling. Noch heute wird er im Stadion regelmäßig mit „Uwe Bindewald – Schalalalala“ gefeiert. Dies kommt besonders bei wenig begeisternden Auftritten der Eintracht vor, in denen die Fans Kampfgeist vermissen. Nach seiner aktiven Karriere wurde das Frankfurter Fußball-Magazin in Anlehnung an seinen Spitznamen „Zico“ genannt.
Mittlerweile hat Bindewald eine Fußballschule in Friedberg-Dorheim eröffnet. Des Weiteren war er zwischen 2007 und Februar 2018 Trainer der U-17-Junioren sowie Co-Trainer der U-19 und der zweiten Mannschaft der Eintracht.

## Ehrungen
Seit dem 23. Januar 2013 ziert ein Abbild von Uwe Bindewald eine der zwölf „Säulen der Eintracht“ im U-Bahnhof Willy-Brandt-Platz in Frankfurt.